# Franziska Fischer (Schriftstellerin)
Franziska Fischer (* 1983 in Berlin) ist eine deutsche Schriftstellerin.

## Leben
Fischer studierte Germanistik und Romanistik mit dem Schwerpunkt „Spanische Philologie“ an der Universität Potsdam. Sie arbeitet als Autorin und Lektorin in Berlin.

## Werke

### Romane
- Das Meer, in dem ich schwimmen lernte. Schwarzkopf & Schwarzkopf, Berlin 2013, ISBN 978-3-86265-255-6.
- Die Nacht der Zugvögel. Droemer Knaur, München 2015, ISBN 978-3-426-28122-2.
- Das warme Licht des Morgens. Droemer Knaur, München 2017, ISBN 978-3-426-30547-8.
- Und das Meer vor uns. DuMont Buchverlag, Köln 2020, ISBN 978-3-8321-6541-3.
- In den Wäldern der Biber. DuMont Buchverlag, Köln 2022, ISBN 978-3-8321-7128-5.
- Unsere Stimmen bei Nacht. DuMont Buchverlag, Köln 2023, ISBN 978-3-8321-8225-0.
- Maya und Samuel. DuMont Buchverlag, Köln 2025, ISBN 978-3-7558-0009-5.

### Jugendbücher
- Himmelhoch – Alles neu für Amelie. cbt Verlag, München 2017, ISBN 978-3-570-31050-2.
- Und irgendwo ich. ink rebels, Berlin 2017, ISBN 978-3-95869-285-5.[5]
- Himmelhoch – Alles wegen Isa. cbt Verlag, München 2018, ISBN 978-3-570-31051-9.

### Anthologiebeiträge
- Schlachtfeld Elternabend. Hrsg. Bettina Schuler/Anja Koeseling. Eden Books, Berlin 2014, ISBN 978-3-944296-70-8.
- Vorsicht Schwiegermutter! Hrsg. Heike Abidi/Anja Koeseling. Eden Books, Berlin 2015, ISBN 978-3-944296-95-1.
- Oh Schreck, Du Fröhliche! Hrsg. Heike Abidi/Anja Koeseling. Eden Books, Berlin 2015, ISBN 978-3-95910-022-9.
- Urlaubstrauma: Geschichten vom Ferienwahnsinn. Hrsg. Heike Abidi/Anja Koeseling. Eden Books, Berlin 2016, ISBN 978-3-95910-062-5.
- Schlachtfeld Klassentreffen: Von alten Feinden im neuen Gewand. Hrsg. Heike Abidi/Anja Koeseling. Eden Books, Berlin 2016, ISBN 978-3-95910-021-2.